# Непомнящий, Роман Александрович
Рома́н Александрович Непо́мнящий (род. 11 сентября 1971, Москва) — российский  кинорежиссёр, сценарист и клипмейкер.

## Биография
Родился в Москве. Окончил Всероссийский государственный институт кинематографии имени C. Герасимова (1999 год, мастерская О. Агишева и В. Туляковой)
Начинал как режиссёр видеоклипов и рекламных роликов, а также как автор сценариев к ним. Известен по работам с группой «Звери».
В 2006 году участвовал в выставке творческих работ мастеров рекламы и кино ПЭКШОТ.
В 2010 году впервые вышел на большой экран в качестве сценариста с фильмом «Ёлки».

## Фильмография
| Год  | Название         | Участвовал в качестве | Участвовал в качестве |
| Год  | Название         | Сценарист             | Режиссёр              |
| ---- | ---------------- | --------------------- | --------------------- |
| 2010 | «Ёлки»           | Да                    |                       |
| 2011 | «Выкрутасы»      | Да                    |                       |
| 2012 | «Ёлки 2»         | Да                    |                       |
| 2016 | «Ёлки 5»         | Да                    | Да                    |
| 2018 | «Только не они»  | Да                    |                       |
| 2018 | «Ёлки последние» | Да                    |                       |

### Автор сценариев к видеоклипам
- — «Напитки покрепче» группы «Звери»
- — «Блондинки и брюнетки» группы «Звери»
- 2001 — «Для тебя» группы «Звери»
- 2004 — «Южная ночь» группы «Звери»

### Клипмейкер и автор сценариев к видеоклипам
- 2004 — «Кораблики» группы «ПОДЪЁМ!»
- «Мёртвый город» группы «Мёртвые дельфины»
- 2007 — «Стой» группы «Вельвеt»
- 2010 — «Продавец кукол» группы «Вельвеt»

### ТВ-реклама
- 2007 — «Хорошие новости от Ярпиво»[2]
- «Карагандинское» — рекламный ролик пива
- «Золотой слиток»
- МТС «Подружка»
- Арсенальное «Гвозди»
- Радио Ретро